# GD & TOP
GD & TOP är en sydkoreansk duogrupp bildad 2010.
Gruppen består av de två medlemmarna G-Dragon och T.O.P, båda från pojkbandet Big Bang.

## Medlemmar

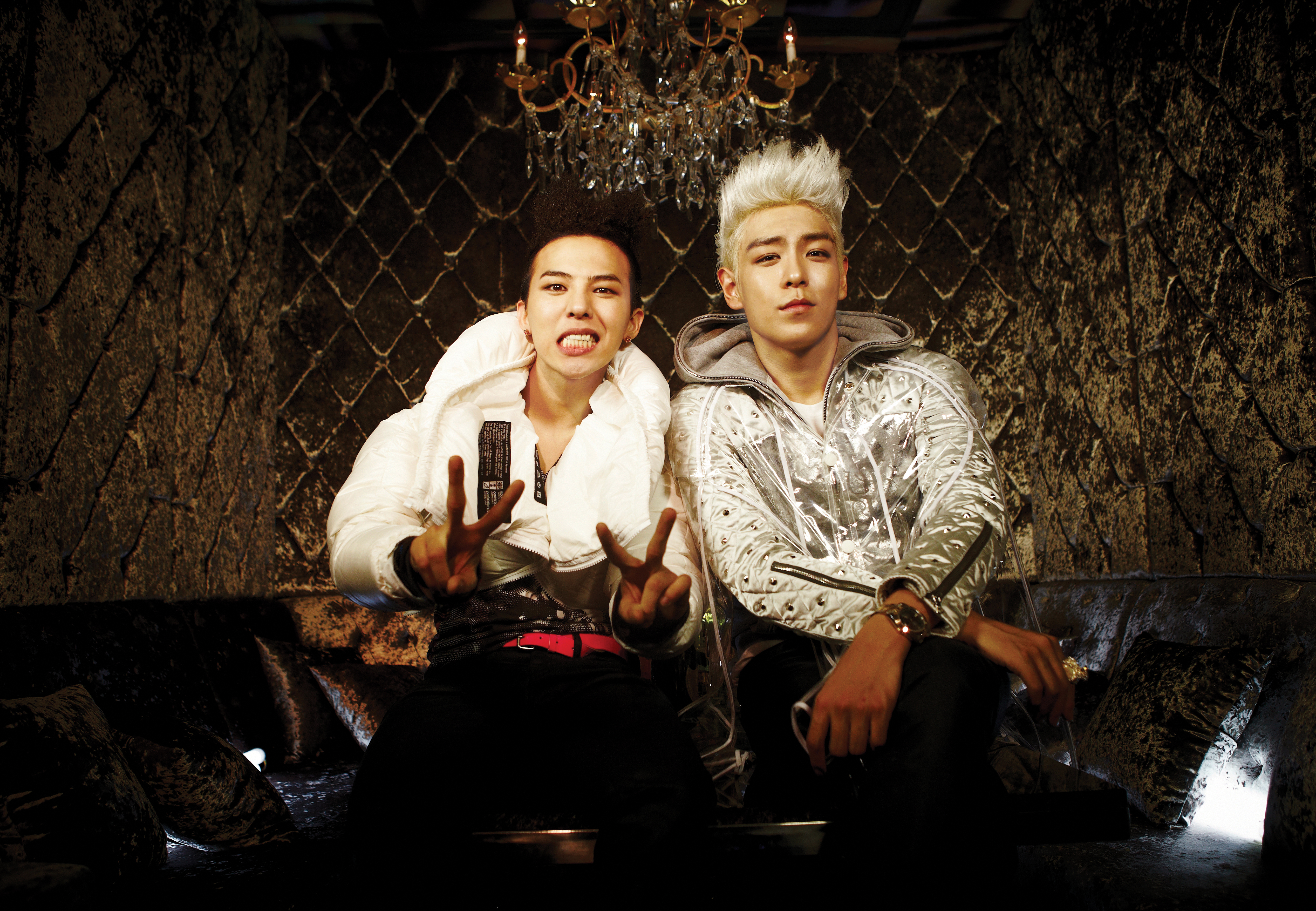
GD & TOP år 2010

| Artistnamn   | Artistnamn | Födelsenamn     | Födelsenamn | Födelsedatum    |
| Romanisering | Hangul     | Romanisering    | Hangul      | Födelsedatum    |
| ------------ | ---------- | --------------- | ----------- | --------------- |
| G-Dragon     | 지드래곤   | Kwon Ji-yong    | 권지용      | 18 augusti 1988 |
| T.O.P        | 탑         | Choi Seung-hyun | 최승현      | 4 november 1987 |

## Diskografi

### Album
| Albuminformation                                  | Topplacering          |
| Albuminformation                                  | Sydkorea (Gaon Chart) |
| ------------------------------------------------- | --------------------- |
| GD & TOP (Studioalbum) - Släppt: 24 december 2010 | 1                     |

### Singlar
| År   | Titel                    | Topplacering          |
| År   | Titel                    | Sydkorea (Gaon Chart) |
| ---- | ------------------------ | --------------------- |
| 2010 | "Oh Yeah" (med Park Bom) | 2                     |
| 2010 | "High High"              | 3                     |
| 2010 | "Knock Out"              | 5                     |
| 2010 | "Don't Go Home"          | 11                    |
| 2010 | "Baby Good Night"        | 24                    |
| 2015 | "Zutter"                 | 2                     |